# Ružič
Ružič  je priimek več znanih Slovencev:
- Ernest Ružič (1941–2020), novinar, pesnik, pisatelj
- Jože Ružič, glasbenik, pevec, vodja zasedbe Magnet